# Distributionalistische taalkunde
De distributionalistische taalkunde (of distributionele taalkunde) is een hoofdzakelijk Amerikaanse stroming binnen de taalwetenschap, die vooral in de eerste helft van de twintigste eeuw een grote aanhang kende en deel uitmaakt van de klassieke structuralistische taalkunde.
Grondleggers van dit soort taalkunde waren Leonard Bloomfield en Zellig Harris, de leermeesters van Chomsky; het transformationele model van Chomsky is dan ook een mentalistische omkering van deze aloude methode.
In wezen is het principe van het distributionalisme erg eenvoudig: elke zin kan worden opgesplitst in verschillende componenten met hun eigen syntactische functie; vervolgens kunnen deze opnieuw worden opgesplitst in de delen waaruit ze zijn samengesteld, enzoverder, tot men de Ultieme constituent bereikt. De idee hierachter is dat elke betekenis niet meer is dan de optelsom van de betekenissen van die deeltjes waaruit ze is samengesteld. Elk morfeem heeft zijn eigen betekenis, en de betekenis is dus verdeeld, gedistribueerd, over de verschillende constituenten. Morfologische alternanties worden verklaard vanuit de complementaire distributie, overgenomen uit de fonologie. Distributionalisme is dus niet meer dan kijken in welke omstandigheden een bepaalde eenheid voorkomt en in welke niet, teneinde op die manier een algemeen grammaticaal patroon te kunnen samenstellen.
De distributionele taalkunde is een praktische methode om een taal te ontleden; distributionalisten maken gebruik van daadwerkelijk voorkomende uitingen, terwijl transformationalisten beweren dat een corpus nooit een exhaustief beeld van het grammaticaal potentieel van een taal kan bieden - zij verzinnen zelf allerlei theoretisch mogelijke zinnen, zonder zich te bekommeren om de vraag of die wel echt in het taalgebruik voorkomen. Vanuit een distributioneel oogpunt verdient een structuur die niet in werkelijkheid voorkomt het simpelweg niet, behandeld te worden, daar dit beschouwd wordt als een bewijs dat ze niet bestaat.
De voornaamste kritiek op het distributionalisme is net het feit dat het niets méér doet dan uitingen ontleden; de cognitieve dimensie blijft achterwege, en voor de pragmatiek is een distributionele analyse wellicht weinigzeggend. Daarenboven is er het probleem van de gepostuleerde morfemen. Een willekeurig voorbeeld:
- Die Pfarrer tranken sechs Becher Wein. (De dominees dronken zes bekers wijn.)

De a in tranken is een morfeem dat de onvoltooid verleden tijd aangeeft, de en duidt het meervoud aan, dus de analyse luidt trank + en. Maar het werkwoord is niet tranken doch trinken. De semantische waarde van trinken moet gehandhaafd blijven, want elk woord heeft natuurlijk een betekenis. Postuleert men in zo'n geval misschien best trXnken als werkwoord, met optionele invullingen van X? Dit werkwoord kan blijkbaar niet bestaan zonder een apart inwendig morfeem dat de tijd aangeeft, wat voor de analyse een probleem oplevert. Nog complexer wordt het bij Pfarrer en Becher: deze woorden zijn vormelijk in het enkelvoud en meervoud exact hetzelfde - nochtans moet ergens een constituent aangeven dat het hier een meervoud betreft. Er zit niets anders op dan een nulmorfeem ('zero morph') te veronderstellen; erg vervelend voor wie steeds uitgaat van de taal zoals ze daadwerkelijk in de realiteit voorkomt.
Desalniettemin is de distributionele analyse ongetwijfeld verdienstelijk. Ze ontsproot aan de historisch-vergelijkende taalkunde en biedt een tegengewicht aan al te hermetische theoretische constructies, die dikwijls weinig voeling met de talige realiteit bieden. Een zuiver distributioneel model is nog steeds bruikbaar, wil men de verspreiding van een bepaald element binnen een taal achterhalen.